# Apostasia ramifera
Apostasia ramifera ist eine Art aus der Gattung Apostasia und gehört somit zur Familie der Orchideen (Orchidaceae). Die kleinen, krautigen Pflanzen wachsen endemisch auf der chinesischen Insel Hainan.

## Beschreibung
Apostasia ramifera bildet aus einem Rhizom aufsteigende oder niederliegende Sprosse, die bis 13 cm lang werden. Die Sprossachse misst 2 mm im Durchmesser. An der Basis wird sie von 5 bis 10 mm langen Niederblättern umhüllt. Am oberen Ende ist der Spross verzweigt, die einzelnen Seitenzweige werden 1 bis 3 cm lang. Die zahlreichen, regelmäßig angeordneten Laubblätter sind oval bis oval-lanzettlich. Ihre Länge beträgt 1,4 bis 2,6 cm bei einer Breite von 0,4 bis 0,8 cm, selten bis 1,2 cm. Der Blattgrund läuft keilförmig in einen 0,7 bis 1,5 cm langen Blattstiel zu, der den Spross umfasst. Auf der Blattspreite treten neun bis 13 Längsadern deutlich hervor. Die Blattspitze ist auf 1 bis 2 mm Länge zu einer Spitze zusammengezogen.
Die traubigen Blütenstände entspringen aus Blattachseln im oberen Bereich der Sprosse, sie sind übergeneigt bis herabhängend. Jeder Blütenstand trägt ein bis vier gelbe Blüten mit etwa 5 mm Durchmesser. Blütenstiel und Fruchtknoten messen zusammen 8 bis 11 mm, der Fruchtknoten ist im Querschnitt etwas dreieckig. Die Tragblätter sind oval bis lanzettlich und messen 2 bis 4 mm. Sepalen und Petalen unterscheiden sich kaum, sie sind jeweils 1 mm breit und 4 bis 5 mm lang, sie besitzen eine kleine aufgesetzte Spitze. Die Säule entsteht aus zwei fruchtbaren Staubblättern, einem Staminodium und dem Griffel, die alle am Grund miteinander verwachsen sind. Der freie Teil der Staubfäden misst etwa 0,5 Millimeter, die Staubbeutel sind schmal oval und überragen den Griffel leicht. Das Staminodium ist kürzer als der Griffel, das freie Ende ist sehr kurz. Der freie Teil des Griffels ist etwa 3 mm, er trägt am Ende die etwas verbreiterte Narbe.

## Vorkommen
Apostasia ramifera ist endemisch im Südwesten Hainans. Die Standorte liegen im Schatten dichter Wälder. Apostasia ramifera wird in ihrem Bestand als bedroht angesehen.

## Botanische Geschichte
Erste Exemplare von Apostasia ramifera wurden 1959 im Kreis Ledong gesammelt. Die Erstbeschreibung erfolgte 1986. Der Name ramifera bezieht sich auf die verzweigte Sprossachse. Die Erstbeschreiber vergleichen sie mit Apostasia odorata und Apostasia wallichii. Diese beiden Arten besitzen neben den Staubblättern ebenfalls ein Staminodium und werden innerhalb der Gattung Apostasia in die Sektion Apostasia eingeordnet. Die Arten der anderen Sektion, Adactylus, weisen kein Staminodium auf.